# Chhapra
Chhapra (Hindi छपरा Chaparā; auch Chapra) ist eine nordindische Großstadt mit ca. 220.000 Einwohnern im Westen des Bundesstaats Bihar. Die Stadt bildet den Verwaltungssitz des Distrikts Saran und hat den Status eines Nagar Parishad mit 44 Wards.

## Lage und Klima
Chhapra befindet sich auf dem Nordufer des Ganges nur wenige Kilometer nach der Einmündung der Ghaghara in ca. 60 m Höhe; Patna, die Hauptstadt Bihars, liegt knapp 70 km südöstlich. Mehrere nationale Fernstraßen kreuzen sich in Chhapra; seit dem Jahr 2017 führt die Arrah–Chhapra Bridge über den Ganges. Das Klima ist warm und besonders in der regenreichen sommerlichen Monsunzeit (ca. 1165 mm/Jahr) auch schwül.

## Bevölkerung
| Jahr      | 1901   | 1951   | 2001    | 2011    |
| Einwohner | 45.901 | 64.309 | 179.190 | 202.352 |

Beim Census des Jahres 2011 waren ca. 81,5 % der Einwohner Hindus und etwa 18 % Moslems. Die übrigen Religionen Indiens bildeten zahlenmäßig kleine Minderheiten. Der Anteil der männlichen Einwohner überstieg den der weiblichen um ca. 10 %.

## Geschichte
Antike oder mittelalterliche Quellen zur Orts- bzw. Stadtgeschichte sind nicht bekannt. Im 18. Jahrhundert betrieben zunächst die Holländer, später dann auch die Portugiesen, Franzosen und Briten eine Salpeterfabrik zur Herstellung von Schwarzpulver.

## Sehenswürdigkeiten
- Der Ambika Bhawani Aami Temple ist ein vielbesuchtes hinduistisches Heiligtum, in welchem die Göttin Sati, Shivas erste Gemahlin, verehrt wird. Vor dem eigentlichen Kultraum (garbhagriha) befindet sich eine nur wenige Jahre alte überlebensgroße und farbig gefasste Sitzstatue Shivas mit seinen Attributen (Nandi-Bulle, Dreizack, Sanduhrtrommel, Kobraschlange etc.) Der Tempelbau selbst orientiert sich an der Architektur der Mogulzeit.

Umgebung
- Im Goutam Sthan-Tempel ca. 11 km westlich der Stadt wird ein Fußabdruck Ramas verehrt.